# Vergina
Vergina (grčki: Βεργίνα) je gradić u sjevernoj grčkoj prefekturi Emacija, periferija Središnja Makedonija. Smješten je na obronku planine Pieria, prosječne nadmorske visine od 120 m, 13 km jugoistočno od grada Veroia i 80 km jugozapadno od Soluna.
Grad je postao svjetski poznat kada je 1977. godine, grčki arheolog Manolis Andronikos iskopao grobnice makedonskih kraljeva, uključujući grobnicu Filipa II. Makedonskog, oca Aleksandra Velikog. Arheološki lokalitet je prepoznat kao drevni izgubljeni grad Aigai (grčki: Αιγαί). Od 1996. godine, Aigai je upisan na UNESCO-ov popis mjesta svjetske baštine u Europi.

## Povijest
Tijekom 8. i 7. st. pr. Kr. ovim područjem su vladali Iliri koji su osnovali grad Aigai na strateškom položaju. Početkom 7. st. pr. Kr. lokalna plemena Tračana i Pajonaca su se pobunila protiv Ilira i 650. pr. Kr. kralj Perdika I. (dinastija Temenidi) iz Argosa (Peloponez) osvaja grad i pretvara ga u prijestolnicu novoosnovanog Makedonskog Kraljevstva.
Moderna Vergina je osnovana 1922. godine u blizini dva sela kojima je upravljao turski beg, Koutles (Κούτλες) i Barbes (Mπάρμπες), u zaljevu Palatitsa gdje je stanovalo samo 25 grčkih obitelji. Nakon protjerivanja begova 1923. godine, zemlja je dodijeljena grčkim doseljenicima iz Bugarske i Turske, a gradu je ime dao metropolit Verie prema legendarnoj kraljici Kraljevstva Beroea (Veria).

## Arheološki lokalitet Aigai
Već 1850-ih su arheolozi, znajući da Aigina mora biti u blizini, započeli istraživati umjetne humke vjerujući da su kraljevski tumuli. Iskapanja su otpočela 1861. godine pod vodstvom francuskog arheologa Leona Heuzeya, a pod pokroviteljstvom cara Napoleona III. Kod Palatitsa su otkriveni ostaci makedonske kraljevske palače Antigona III. (263. – 221. pr. Kr.), ali su daljnja istraživanja obustavljena zbog opasnosti od malarije.
God. 1937., Solunsko sveučilište je preuzelo iskapanja i pronađeni su drugi dijelovi palače, ali je iskapanje prekinuto zbog talijanske okupacije 1940. godine. Nakon rata istraživanje je nastavljeno i 1960ih grčki arheolog Manolis Andronikos je bio uvjeren kako je veliki tumul (Μεγάλη Τούμπα) zapravo mauzolej makedonskih kraljeva. God. 1977., nakon trotjednog iskapanja otkrio je četiri grobne komore s nedirnutim grobnicama. Još tri su pronađene 1980ih. Osim grobnice Filipa II. Makedonskog, Andronikos je vjerovao kako je pronašao i grobnicu Aleksandra IV., sina Aleksandra Velikog i Roksane; u što vjeruju i mnogi drugi arheolozi.
Prema krovnoj konstrukciji manje grobnice br. II., njezinim zlatnim ukrasima, azijskim motivima na frizovima, žezlu po uzoru na ono s Aleksandrovih kovanica, znanstvenici su zaključili kako je ona najvjerojatnije grobnica polubrata Aleksandra Velikog, Filipa III. Arideja i njegove žene. Na kamenom pijedestalu pronađena je kamena hidrija (vrč) s kostima i pozlaćenim hrastovim lišćem. Uski friz s prikazom utrke dvokolica je ukrašavao zidove grobnice.
Druga, jednostavnija grobnica br. I. s dvije prostorije, je onda vjerojatno grobnica Filipa II. Makedonskog. U njoj je pronađen mramorni sarkofag i škrinja (larnax) od 24 karatnog zlata teška 11 kg, u kojoj su bile kosti preminulih i pozlaćenih 313 hrastovih listova i 68 žireva teški 717 grama. Na poklopcu ove škrinje nalazi se "Sunce Vergine", simbol koji je postao znakom grčke Makedonije Tu su također pronađeni, grobna urna od slonovače i zlata, bogato izrezbaren posmrtni krevet na kojem je polegnuto tijelo kralja i srebrnina za posmrtnu gozbu. U susjednoj, manjoj prostoriji, bio je još jedan larnax s kostima žene umotanima u ljubičastu i zlatnu odjeću sa zlatnom dijademom ukrašenom cvijećem i emajlom. Krevet u toj prostoriji je bio djelomično nagoren sa zlatnim ukrasima koji su oredtsvaljali cvijeće mirte. Iznad ulaza u dorskom stilu nalazila se zidna slika veličine 5.6 m s prikazom lova.
Druge dvije pronađene grobnice su bile opljačkane. "Grobnica Perzefone", otkrivena 1977., nije imala dragocijenosti, ali je raskošno oslikana s prikazom Otmice Perzefone na zidu. Druga, otrkivena 1980. godine je bila jako oštećena, ali je sačuvan njezin monumentalan dorski ulaz s četiri stupa. Bila je izgrađena u 4. stoljeću pr. Kr. i znanstvenici vjeruju da je bila grobnicom Antigona II.